# Екстрактор Сокслета

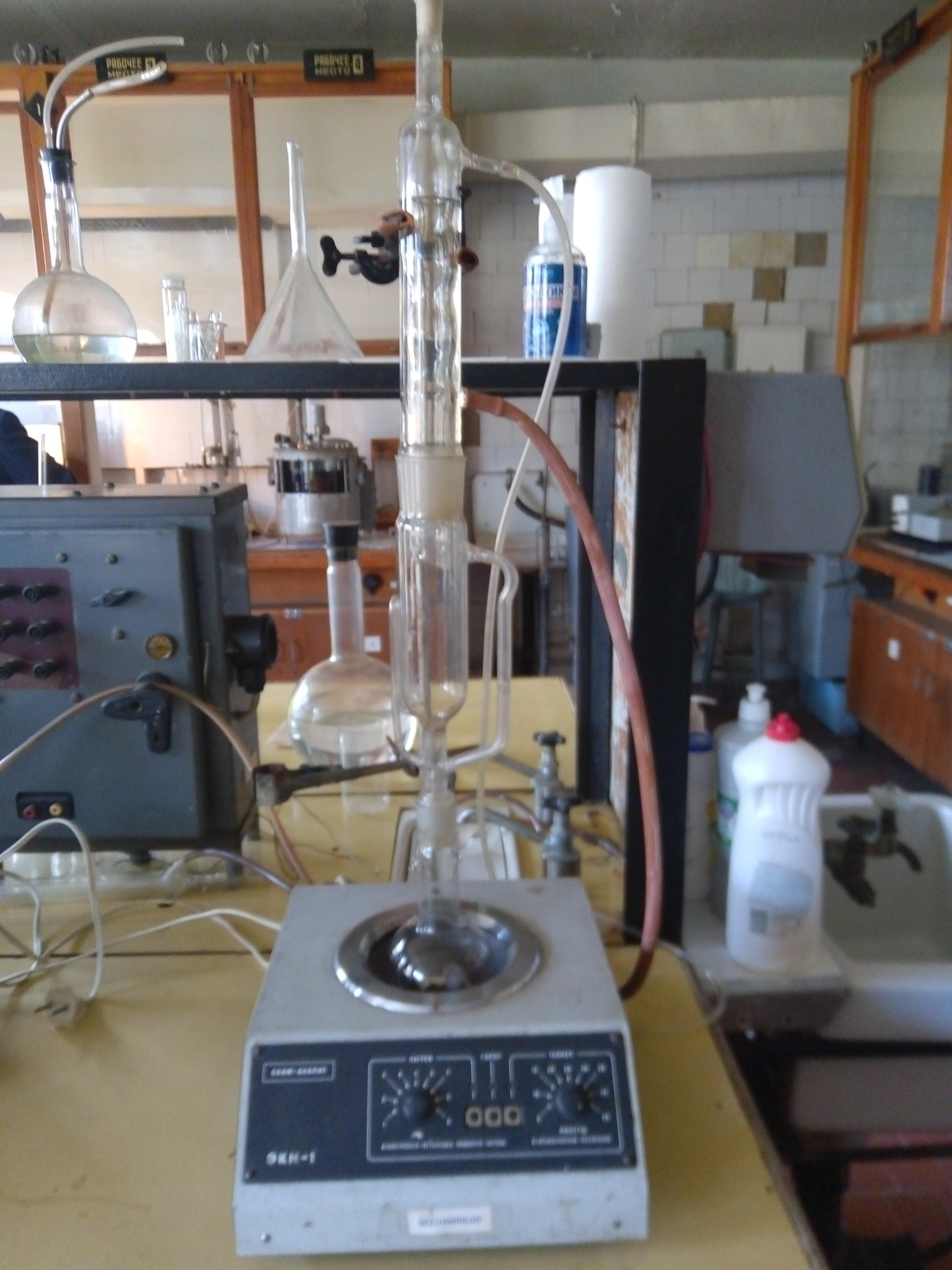
Апарат для екстракції флюїдів з керна (Екстрактор Сокслета).

Схема екстрактор Сокслета
1: Якір магнітної мішалки 2: колба з розчинником

Екстрактор Сокслета — лабораторний пристрій, що був уперше описаний Францем фон Сокслетом (Franz von Soxhlet) в 1879 році. Хоча спочатку екстрактор був розроблений для екстракції ліпідів із твердих сумішей, згодом межі його застосування значно розширились. Екстрактор Сокслета застосовують для виділення речовин із складних сумішей за умов, коли потрібна сполука обмежено розчинна в певному розчиннику, а домішки в ньому не розчинні.
Суміш, з якої потрібно виділити необхідну сполуку, поміщується в спеціальну ємність (патрон) із товстого фільтрувального паперу та поміщується у верхню частину екстрактора. У нижній частині знаходиться колба із киплячим розчиннком для екстракції. Через специфічну конструкцію пристрою паперовий патрон неперервно омивається сконденсованим розчинником, вимиваючи речовину з патрона в нижню колбу.